# Rivelli
Rivelli (o di Rivello) è un cognome antico, con origini documentate intorno all'anno Mille. Legati a famiglie di grande prestigio nel Regno di Napoli e Sicilia, i Rivelli vantano un'importante storia nobiliare e politica, con un ruolo significativo durante il periodo longobardo e normanno.

## Storia del cognome
Il cognome Rivelli deriva probabilmente da "de Rivello", indicando un'origine toponimica legata al comune lucano di Rivello. Secondo alcuni documenti storici, il nome potrebbe riflettere l'appartenenza a una gens romana (Rubellia), evolutasi attraverso trasformazioni linguistiche e notarili in epoca medievale.
La famiglia Rivelli si è imparentata con importanti casati italiani, tra cui:
- Aquino Castiglione: nobili longobardi, signori del feudo di Aquino.
- Filangieri: famiglia normanna, alleata di Roberto il Guiscardo.
- Del Balzo: nobili provenzali, discendenti di Re Guglielmo di Arles.

### Membri illustri
- Enrico di Rivello: Vicario imperiale nel Regno di Arles sotto Federico II.
- Giovanni di Rivello: Signore di Rivello, sposo di Isabella Filangieri.
- Giuseppe Rivelli: Poeta e membro dell'Accademia dell'Arcadia.[4]

La prima citazione dei Rivelli si rinviene nel testamento di Manfredi Marchio Longobardorum, si tratta di Tancredi, figlio di Ugo Marchese del Manso del 1145, dove Ubertinus de Rivello detiene alcune vigne di proprietà del marchese che lascia ai suoi figli, nella zona del Polesine, dove si era rafforzata enormemente l'influenza dei marchesi d'Este, di stirpe longobarda. Ciò rafforza la tesi che la famiglia de Rivello, denominata così per la signoria di Rivello in Basilicata, sia stata una famiglia molto vicina ai Longobardi e che sia scesa in Italia attraverso alcune delle loro spedizioni, acquisendo sul campo diversi feudi per meriti.
I Rivelli (o di Rivello) sono presenti nel Catalogo dei Baroni (aggiornamento del 1167). Jordanus de Rivello (Giordano), infatti, è citato in un documento del 1152, che lo vede feudatario in capite de Domino Rege (ovverosia di una baronia maggiore, in quanto direttamente nominata dal Re) avente ad oggetto i territori attualmente comprendenti i comuni di San Giuliano Teatino e di Ari, nella Contea di Teate, e cioè di Chieti, ubicata nella connestabilia del Conte Boamondo "in capite Rege", quindi con un'investitura con due feudi di notevole rilievo dal momento che esprimeva, in condizioni di normalità, 3 cavalieri corazzati (pari a una rendita di 60 once d'oro) e, in augmento, ben 6 cavalieri e 12 fanti (pari a una rendita di ben 120 once d'oro).
Un documento del 1158 trascritto dal notaio Atenulfo, cita il Signor Pietro Rivello, come destinatario di una donazione da parte di Guglielmo figlio di Angerio, camerario di Re Ruggiero, consistente in una selva posta in una contrada detta "della Prata".
È interessante ricordare anche che, nell'anno 1171, Renato di Rivello (Renier de Rivelle), fratello di Giordano, è presente alla corte della Duchessa Alice di Borgogna assieme ad altri gentiluomini per assistere, quale testimone, alla stipula di un atto. Mentre Bonifacio Rivelli (Bonefatius), figlio di Giordano (forse nato verso il 1168), nel 1188, è fra i consoli del comune di Modena. Siamo negli anni in cui Enrico di Svevia aveva sposato Costanza d'Altavilla (1186) e pertanto, alla morte di Re Guglielmo II, era divenuto legittimo erede del trono siciliano oltre che reggente della corona imperiale in occasione della partenza del padre Federico Barbarossa per la crociata. Ciò spiega la presenza di un cittadino del regno normanno nella magistratura di un comune emiliano.
Il cognome potrebbe far parte anche di un ceppo di origine francese, venuta con le prime spedizioni dei Normanni e stabilitasi nell'Italia Meridionale. Infatti una moltitudine di guerrieri normanno-francesi vennero nel meridione d'Italia a cercare fortuna ed è per questo motivo che nei documenti in Francia si trovano famiglie distinte da toponimi italiani. Durante le loro conquiste questi condottieri crearono delle signorie e dei feudi, i cui nomi poi divennero dei patronimici e con i quali erano contraddistinti anche successivamente in Francia. In diversi documenti francesi, soprattutto dei primi anni, si trovano personaggi con nomi come Jean de Rivello o Willelmus de Rivello.
Questo per distinguerlo e non confondere con Giovanni di Gianvilla, titolare dell'incarico di giustiziere di terra d'Otranto allorché, qualificato familiare di re Carlo II d'Angiò, nel 1284 ottiene il permesso di sposare Isabella Filangieri figlia del conte Riccardo, già deceduto, ricevendo in dono i feudi di san Valentino, Miglianico e Picerico in Abruzzo Citra, che a volte viene chiamato Giovanni di Rivello anche lui, a volte Giovanni de Alverniaco. Dalla sua unione con Isabella Filangieri nacque Ilaria di Gianvilla, moglie di Loffredo Filomarino.
Opizzone di Rivello, (nato verso il 1215) nel 1240, sotto il regno dell'imperatore Federico II è capitano imperiale ad Aqui.
Enrico di Rivello (nato verso il 1212) è siniscalco presso il palazzo imperiale di Federico II in Sicilia; nel 1237-1238 ricopre l'importantissimo incarico di vicario imperiale nel regno di Arles, con sede ad Avignone, poi sostituito da Gioacchino Spinola. Nel 1245 è consigliere di re Corrado (poi imperatore Corrado IV in Germania), e, nel 1248, è vicario Imperiale a Pavia e in nord Italia (“vicarius a Papia superius). Dopo la morte di Corrado IV (1254), sotto il Regno di Manfredi, nel 1265, Enrico di Rivello appare qualificato come vir illuster e signore di Chiaromonte e nel 1267 Enrico di Rivello (ora definito il vecchio) appare conte di Rivello e Garsiliati (Grassuliato a Mazzarino) e signore di Laino (oggi Laino Castello). Succede al fratello Giovanni nella signoria di Rivello, elevata a contea; l'ulteriore contea di Garsiliati appare essere il premio ottenuto per la sua fedeltà agli Svevi. Non a caso egli parteggia per la fazione imperiale anche durante la guerra tra Carlo I d’Angiò e Corradino di Svevia (1267) e nel 1270 subisce la confisca dei feudi. Enrico di Rivello, che governava il reame come vicario di Federico, "aveva trovato gravi questioni con vescovo d'Arles al quale contendeva i diritti sulla città."
Un altro figlio di Giovanni di Rivello rimane a Modena, dove dà vita ad un ramo che si estingue dal momento che, nel 1316, i figli di Rivellino dÈ Rivelli, Guglielmo e Azzino, entrano tonsurati nel monastero di Nonantola.
Nel 1224 Oberto e Martino de Rivello hanno il feudo di Santo Stefano secondo quanto riporta la cronica di Benvenuto Sangiorgio.
Roberto di Rivello (nato verso il 1235) figlio di Enrico, nel 1276-1277, e quindi sotto il regno di Carlo d'Angiò, figura barone di Ballicia (casale nella Sicilia Citra) per un anno, dopo di che il feudo viene ceduto alla curia. Inoltre lo stesso nel 1276 riceve in dono da re Carlo la metà di Castelbuono in Sicilia (Ipsigro), quindi dal demanio regio e poi successivamente l'avrebbe riacquistato da questo assieme al casale di Belici in cambio del casale di Piazza nel 1276. Verosimilmente l'incarico si spiega con il tentativo (riuscito) della famiglia di inserirsi nelle strutture del nuovo regno angioino. Da Roberto di Rivello discendono poi Giovanni e Odolino o Odolmo.
Tra gli esponenti più significativi si trova Giovanni di Rivello, signore di Rivello di Basilicata, che nel 1235 sposa Stefania d'Aquino, figlia di Landolfo, signore delle Grotte. Don Giuseppe Recco, duca d'Acquadia fa chiarezza proprio sulla figura di Giovanni di Rivello. Egli infatti chiarisce che si tratta di un nobile che godeva della signoria di Rivello, originario della famiglia Balbano, che godeva della signoria di Dragone, i contadi di Conza e d'Apici, e nella cui famiglia nacque Minora di Dragoni, fatta sposare dal re Manfredi con Federico Maletta, fratello carnale della mamma dello stesso Manfredi. Dalla unione di Giovanni di Rivello e Stefania d'Aquino nacque Odolino di Rivello. Giovanni di Rivello è titolare dell' incarico di giustiziere di Terra d'Otranto allorché, qualificato familiare di re Carlo II d'Angiò, nel 1284 ottiene il permesso di sposare Isabella Filangieri figlia del conte Riccardo, già deceduto, ricevendo in dono i feudi di San Valentino, Miglianico e Picerico in Abruzzo Citra. Nel 1292 riceve anche la metà del feudo di Castiglione in Abruzzo. Risulta deceduto nel 1299. Va però detto che questo Giovanni di Rivello, in alcune fonti (ad es. Recchio, Notizie di famiglie nobili ed illustri della città e regno di Napoli, Napoli, 1717, p. 42-42) è indicato come appartenente alla famiglia Gianvilla, di origine francese e definito de Alverniaco, e sarebbe stato investito delle qualifiche di gran maresciallo del regno nel 1302 e di Gran Connestabile nel 1308. Il dato appare dubbio, dal momento che, come detto, egli risulta deceduto nel 1299: i diplomi di Carlo II del 22 febbraio 1284 e del 10 marzo del 1284, poi, citano espressamente “dominus Joannes de Rivello terre ydronti familiaris et devotus noster” (il primo) e “dominus Johannes de Rivello dilectus familiaris domini patris nostri” (il secondo), e solo nel diploma del 16 settembre 1299 si parla di “Ysabella Filangeria ... mulier relicta quondam Ioannis da Alverniaco”. Si è trattato, probabilmente, di una sovrapposizione, da parte di alcuni autori, di due omonimi, il Giovanni di Rivello e il Giovanni Gianvilla de Alverniaco.
A dimostrazione dell'importanza della famiglia e della sua politica espansiva sulla penisola, nel 1250 troviamo messere Herrigo da Rivello nell'elenco dei podestà della città di Pisa.
Bernardo Raimondo di Rivello (de Rebellis), altro figlio di Roberto, è conte di Garsiliati (Grassuliato) e, nel 1299, è qualificato quale “strenuo difensore della nave regia di Federico d’Aragona nella battaglia di Capo d’Orlando” e, con Blasco di Passaneto “strenuo difensore della corona al tempo di Federico IV d'Aragona”. È palese che, a seguito della rivolta dei vespri siciliani (1282) e il contemporaneo intervento aragonese, l'essere la contea di Garsiliati (oggi Mazzarino, in provincia di Caltanissetta) ubicata in Sicilia aveva portato Bernardo Raimondo a schierarsi con gli aragonesi.
Odolino di Rivello, figlio di Giovanni conte di Rivello, nato verso il 1286, è citato in un diploma di Carlo II del 1306, che autorizza Isabella Filangeria a riscuotere annualmente le once 16 e tarì 20 sul servigio feudale dovuto da Oldoino di Rivello, figlio del fu Giovanni. Nel 1309 ottiene la conferma dei feudi da Roberto d'Angiò e l'autorizzazione ad inserire nello stemma il Giglio Angiolino con il motto “Gaude Lilio Fortitudo Principum Andegavensium Letteralmente: Gioite per il Giglio, Forza dei Principi di Angers (Angioini) ”. Nel 1303 Filippo di Sorrento di Capua dà in moglie la figlia Tomasa ad Odolino, figlio di Giovanni di Rivello.
Nicola Rivelli, nato verso il 1325, figlio di Odolmo e Tomasa, nel 1371 divide una proprietà nella città di Campagna con Diego Campanino nobile cittadino. La presenza in questa città è confermata dall'esistenza a Campagna del Palazzo Rivelli (XIV-XVII secolo). Antonio de Rivello, nato verso il 1355, che nel 1418 compare in un atto notarile nell'acquisto di una vigna a Campagna.
Antonius de Rivello è un insigne teologo e predicatore, nominato vescovo di Melfi, diocesi eretta nell'XI secolo in seguito all'arrivo nella regione dei Normanni, e fin dall'inizio fu immediatamente soggetta alla Santa Sede. Antonio de Rivello succede a Nicola Caracciolo nel 1363, con nomina di Urbano V. Melfi insiste sullo stesso territorio di influenza della famiglia.
Galeazzo Rivelli Seniore nato verso il 1365, detto il Barba, opera in Cremona negli anni dal 1385 al 1440. La presenza della famiglia Rivelli in Lombardia si spiega probabilmente per gli effetti di alcune scelte politiche errate fatte dai Rivelli nel confuso periodo di lotte dinastiche fra Giovanna I, Carlo di Durazzo, Luigi II d'Angiò e Ladislao I, che fecero ritenere opportuno allontanarsi dal regno. Figli di Galeazzo Seniore sono: Cristoforo Rivelli detto il Moretto, primo figlio di Galeazzo Seniore, in vita negli anni 1465-1485. Giuseppe Rivelli, nato verso il 1407, secondo figlio di Galeazzo seniore in vita nel 1480. Galeazzo Rivelli Iuniore nato verso il 1450, figlio di Giuseppe detto anche lui il Barba, opera in Cremona nel 1510 come pittore. Galeazzo Rivelli, nato verso il 1490, figlio di Galeazzo Iuniore, detto del Panno opera nel 1513-1560.
Giovanni Andrea Rivelli, nato verso il 1520, è sindaco di Campagna nel 1548. Giovanni Luigi Rivelli (Ioan. Aloysius Rivelli), nato verso il 1545, definito in un'iscrizione del 1605 conte di Rivello e Garsiliati, dottore in utroque iure, sindaco di Campagna nel 1568, nel 1569 sposa la nobile Antonia Papa.
Il monaco Hugo de Rivello è testimone di una donazione di Hugo duca di Borgogna all'abbazia di Saint- Martin per il tramite dell'Abate Achardus nel 1580.
Nel 1407 in una lettera del Re Carlo VI dei Franchi, sulla formazione agli ambasciatori per l'unificazione della Chiesa al papa Benedetto, nomina Johanne de Rivello come segretario del duca d'Aquitania.
Nel 1605 a Campagna nella chiesa della S.S. Trinità, nell'altare di San Donato aveva patronato di sepoltura la famiglia Rivelli conti di Rivello e di Garsigliati, come si ricava da una lapide del 1605 che era lì collocata.
Ancora una testimonianza più recente, nel 1737 Domenico Antonio Rivelli è il maggior contribuente in termini di tasse di Marsiconuovo. All'epoca è censito come nobile possidente.
Più recentemente il nobile Giuseppe Rivelli dei conti di Rivello nato a Napoli il 24 febbraio 1773 e qui morto il 17 giugno 1860, figlio del nobile don Ignazio dei conti di Rivello ed Elisabetta Ruggiero, fu poeta e letterato italiano, fu membro dell'accademia dell'Arcadia, con il nome arcadico di Aristo Meonio.
Il nobile Costantino Rivelli dei conti di Rivello, nipote del poeta Giuseppe Rivelli, lo ritroviamo a Napoli nella direzione delle poste e telegrafi, già capo ufficio in giovane età.
Questa famiglia nella sua storia la si trova imparentata con molte famiglie nobili e illustri casate dei regni di Napoli e Sicilia, dove era fiorita. A riprova delle sue origini longobarde si potrebbe portare le sue parentele con altre illustri famiglie come ad esempio la Aquino Castiglione, che possedeva il feudo di Aquino fin dal 996; con i Filangieri che nel 1045 figurano tra i cavalieri che seguirono Roberto il Guiscardo dello stesso sangue dei duchi di Normandia; con i Filomarino da Marino Console della repubblica napoletana nel X secolo.